# Олоупена
Олоупена — водопад высотой 900 метров, расположенный на гавайском острове Молокаи. Водопад окружён с двух сторон горами вулканического происхождения. Сам он довольно тонкий и отличается многочисленными переходами вниз с одного уровня на другой. Вода вниз не падает, а скользит по практически вертикальной скале прямо в океан. Водопад глубоко врезался в скалы, поэтому его долгое время не могли найти.
Многие туристические компании на Гавайях предлагают туры к водопаду Олоупена. Полёты к нему на вертолёте требуют хороших погодных условий. Большинство фотографий этого объекта получено при помощи съёмки с воздуха.